# 5204 Herakleitos
5204 Herakleitos è un asteroide della fascia principale. Scoperto nel 1988, presenta un'orbita caratterizzata da un semiasse maggiore pari a 3,1417068 UA e da un'eccentricità di 0,1374596, inclinata di 0,86525° rispetto all'eclittica.